# Великий Олексин (зупинний пункт)
Вели́кий Оле́ксин — пасажирський залізничний зупинний пункт Рівненської дирекції Львівської залізниці.
Розташований у селі Великий Олексин Рівненського району Рівненської області на лінії Здолбунів — Ковель між станціями Рівне (4 км) та Обарів (3,5 км).
Станом на вересень 2017 р. на платформі зупиняються приміські поїзди.